# Phoenix (Illinois)
Phoenix es una villa ubicada en el condado de Cook en el estado estadounidense de Illinois. En el Censo de 2010 tenía una población de 1964 habitantes y una densidad poblacional de 1.685,12 personas por km². Se encuentra en el área metropolitana de Chicago y aproximadamente a 30 kilómetros (18,6 mi) al sur de la ciudad de Chicago.

## Geografía
Phoenix se encuentra ubicada en las coordenadas 41°36′43″N 87°37′52″O / 41.61194, -87.63111. Según la Oficina del Censo de los Estados Unidos, Phoenix tiene una superficie total de 1.17 km², de la cual 1.17 km² corresponden a tierra firme y (0%) 0 km² es agua.

## Demografía
Según el censo de 2010, había 1964 personas residiendo en Phoenix. La densidad de población era de 1.685,12 hab./km². De los 1964 habitantes, Phoenix estaba compuesto por el 2.49% blancos, el 91.34% eran afroamericanos, el 0.36% eran amerindios, el 0.15% eran asiáticos, el 0% eran isleños del Pacífico, el 3.26% eran de otras razas y el 2.39% pertenecían a dos o más razas. Del total de la población el 5.91% eran hispanos o latinos de cualquier raza.